# Bengt Jacobson
Bengt Robert Jacobson, född 29 november 1909 i Luleå, död 14 juni 1981 i Jönköpings Sofia församling i Jönköping, var en svensk jurist.
Jacobson, som var son till landskanslist Robert Jacobson och Hulda Thelaus, blev juris kandidat vid Uppsala universitet 1932. Han genomförde tingstjänstgöring 1932–1935, blev hovrättsfiskal 1936, var sekreterare i Luleå domsaga 1937–1938, assessor i Luleå rådhusrätt 1939, var rådman där 1942–1966, borgmästare 1966–1970 och lagman i Luleå tingsrätt 1971–1975. Han var förlikningsman i arbetstvister i 8:e distriktet från 1958. Jacobson är begraven på Dunkehalla kyrkogård i Jönköping.